# Fregata missilistica

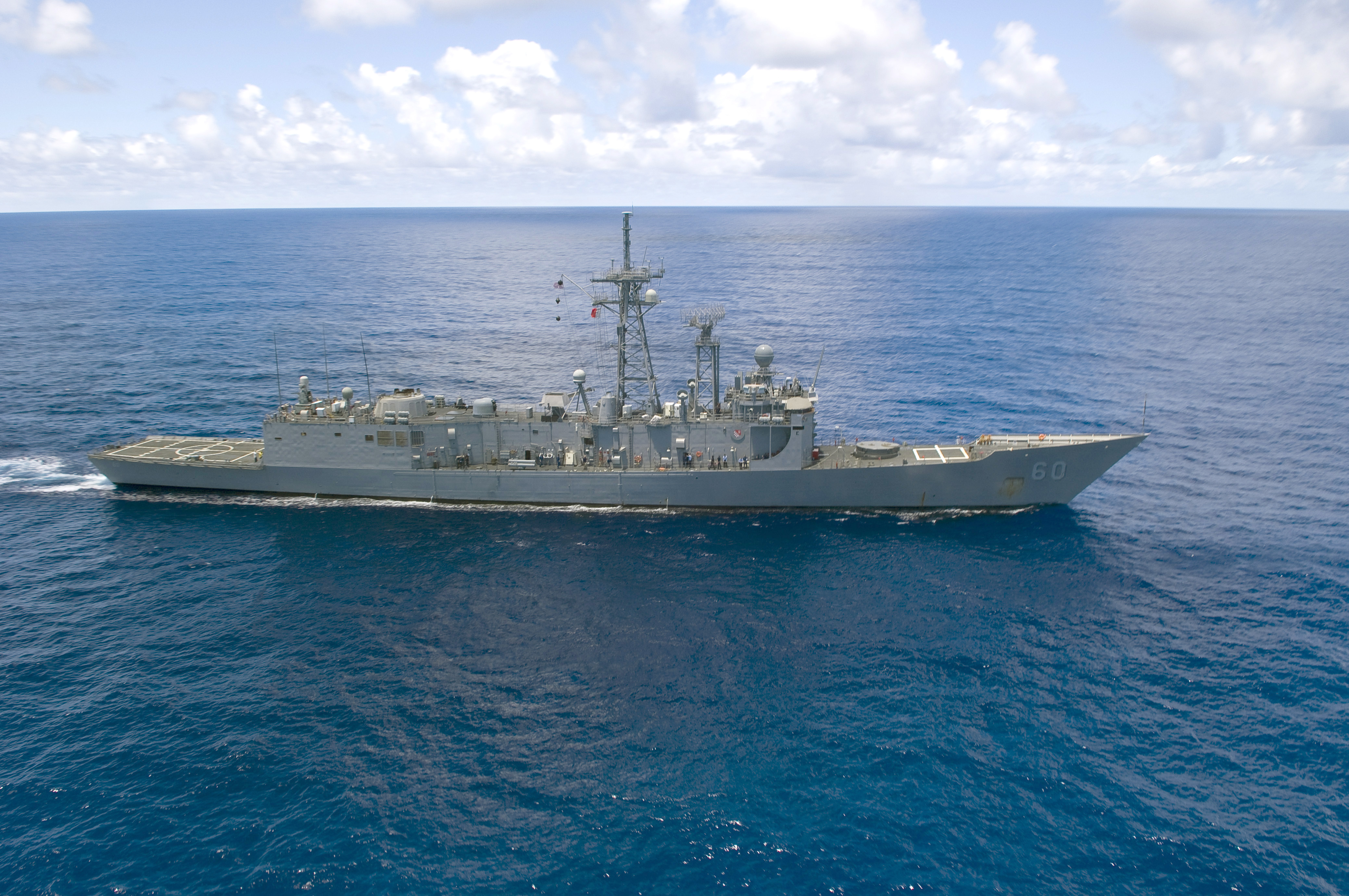
La della

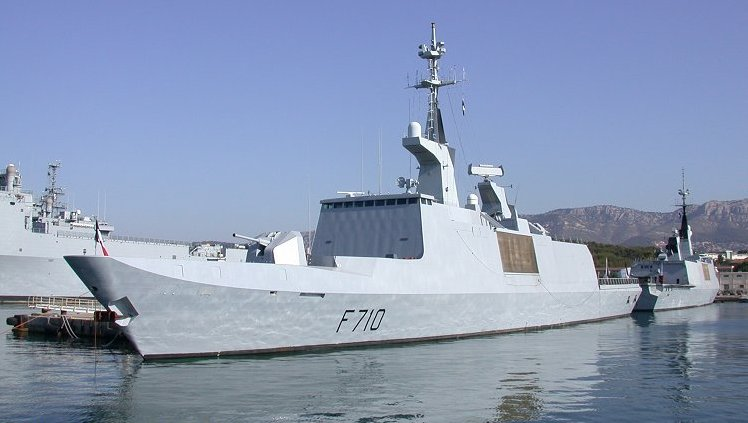
La della

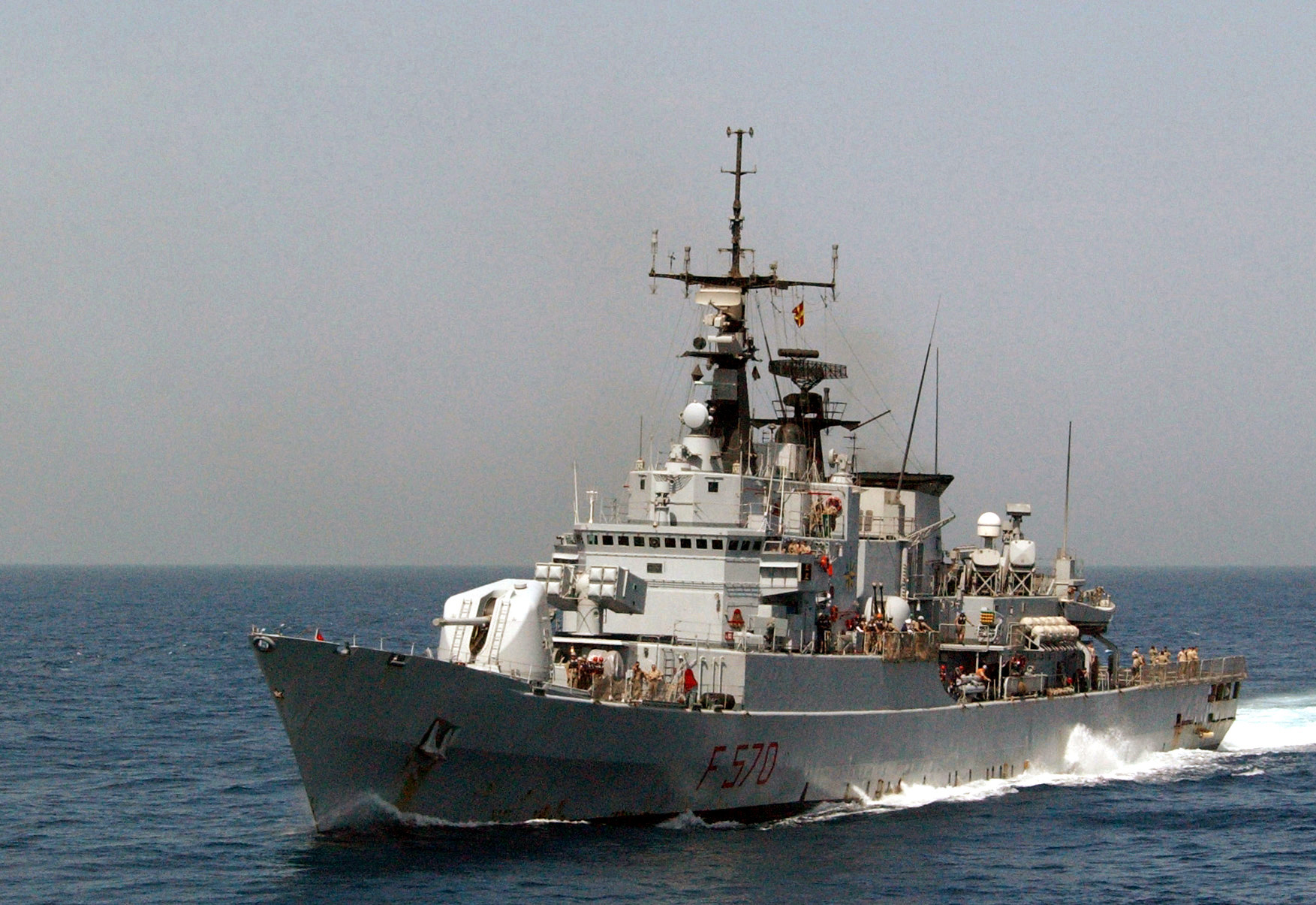
La della

Le fregate missilistiche (HCS: FFG) sono le principali navi di prima linea per la maggior parte delle marine mondiali (evidentemente mancanti di portaerei, incrociatori o cacciatorpediniere). Esse sono state sviluppate grazie soprattutto agli ultimi progressi tecnologici, che hanno consentito di installare in scafi relativamente piccoli, sensori ed armamenti sofisticati, in particolare i primi sistemi missilistici tattici destinati a navi di piccolo-medio dislocamento.
La loro comparsa si è concretizzata attorno ai tardi anni sessanta, e da allora si sono susseguite almeno tre generazioni di fregate missilistiche, considerabili con esponenti tipici quali: le classi Leander, le Lupo, le F123 Brandenburg.

## Struttura
La nave tipica, nella progettazione europea, ha un apparato motore a turbina per le andature veloci, e diesel o turbine a bassa potenza per la navigazione in crociera a meno di 20 nodi a velocità economica, ripartiti in configurazione CODAG/CODOG/COGOG/COGAG, che significano rispettivamente combinato diesel e gas, combinato diesel o gas, combinato gas o gas, combinato gas e gas. Questo significa la possibilità di utilizzare il gruppo motori di crociera assieme o in alternativa alle turbine d'alta potenza, guadagnando nel primo caso qualche nodo ma a prezzo di una trasmissione più complessa. La disposizione dei motori è su due assi.
L'armamento della nave è in genere costituito da un cannone principale da 76, 100 o 127 mm a prua, uno o due CIWS, un sistema missilistico antinave, un sistema missilistico antiaereo, due complessi di lanciasiluri antisommergibili di piccolo calibro, e uno o due elicotteri. Il dislocamento è di circa 3000 t a pieno carico, ma esistono casi tra i 2500 e 5000 t. La velocità è di circa 30 nodi al massimo, le dimensioni in genere sono di 110-135 m di lunghezza, circa un nono di larghezza e 4-5 m di pescaggio.
L'equipaggiamento elettronico comprende un radar di scoperta aerea a medio raggio, possibilmente anche uno di scoperta in superficie, uno di navigazione, 2-4 radar di controllo tiro, sonar a scafo, sonar a profondità variabile, sistemi ECM/ESM, lanciatori di falsi bersagli, sistemi comunicazione di vario genere.
Tutto questo dà vita ad una nave capace di impieghi vari, attacco alle navi di superficie, difesa aerea limitata, autodifesa da attacchi diretti, caccia ai sommergibili e scorta alle navi mercantili o comunque di seconda linea.
La concezione di fregata missilistica si è evoluta in navi sempre più grandi, ma le attuali fregate missilistiche di punta, come le Orizzonte, sono di fatto cacciatorpediniere lanciamissili, con un sistema d'arma sofisticato per la difesa aerea a medio raggio.
Negli USA le fregate sono diventato presto unità con un apparato motore semplificato su un asse, che sono una sorta di cacciatorpediniere scorta del periodo bellico aggiornato, piuttosto che il successore dei più potenti e veloci cacciatorpediniere di squadra.
Le loro dotazioni si sono evolute, nel caso delle Oliver Hazard Perry, sulla possibilità di ospitare 2 elicotteri e un sistema missilistico a medio raggio, sacrificando quasi tutto il resto, come la difesa ravvicinata. Il dislocamento e le dimensioni sono nondimeno leggermente maggiori di quelle tipiche delle navi europee.
Infine le navi del tipo fregata missilistica sono diversamente concepite nel caso delle navi sovietiche e giapponesi. Le prime sono pesantemente armate, ma senza elicotteri di bordo e con compiti specializzati (Krivak), oppure, nel caso delle fregate leggere, marcatamente antisommergibili con impiego costiero. Le fregate giapponesi sono simili, e anch'esse, con dislocamento dell'ordine delle 1500 t sono più simili alle corvette antisommergibile o missilistiche, che delle fregate europee. In particolare sono privi di elicotteri e di sistemi missilistici a corto raggio.

## Navi operative o in programma
elenco parziale
 Royal Saudi Navy
- 3× classe Al Riyadh (classe La Fayette)

 Royal Australian Navy
- 4× classe Adelaide (classe Oliver Hazard Perry)

 Marinha do Brasil
- 3× classe Type 22

 Armada de Chile
- 1× classe Type 22
- 3× classe Type 23

 al-Bahriyya al-Misriyya
- 4× classe Mubarak (classe Oliver Hazard Perry)
- 2× classe FREMM

 Marine nationale
- 5× classe La Fayette
- 6× classe Floréal
- 8x classe Aquitaine in costruzione

 Bhāratīya Nāu Senā
- 3× classe Talwar +3 in costruzione

 Marina Militare
- 2× classe Maestrale
- 8× classe FREMM +2 in costruzione

 Pakistani Behria
- 1× classe Oliver Hazard Perry

 Marynarka Wojenna
- 2× classe Oliver Hazard Perry

 Forțele Navale Române
- 2× classe Type 22

 Armada Española
- 6× classe Santa Maria (classe Oliver Hazard Perry)

 Republic of Singapore Navy
- 6× classe Delta (classe La Fayette)

 Daehanminguk Haegun
- 6× classe Kang Ding (classe La Fayette)
- 8× classe Cheng Kung (classe Oliver Hazard Perry)

 Türk Deniz Kuvvetleri
- 8× classe G (classe Oliver Hazard Perry)

 Royal Navy
- 4× classe Type 22
- 13× classe Type 23

 Voenno-Morskoj flot Rossijskoj Federacii
- 1× classe Kashin (Project 01090)
- 1× classe Krivak (Project 1135)
- 1× classe Krivak (Project 1135M)
- 1× classe Krivak (Project 11352)
- 2× classe Neustrašimyj (Project 11540)
- 1× classe Gepard (Project 11661K)
- 1× classe Stereguščij (Project 20380) +5 in costruzione
- × classe Admiral Sergey Gorshkov (Project 22350) +2 in costruzione

 United States Navy
- 19× classe Oliver Hazard Perry